# Quercus resinosa
Quercus resinosa — вид рослин з родини букових (Fagaceae), поширений у Мексиці.

## Опис
Це листопадне або напіввічнозелене дерево заввишки 6–10 м, з діаметром стовбура від 15 до 40 см. Кора товста, луската, темна. Гілочки кутасті, з темно-русявим нальотом і жовтуватими сочевичками. Листки товсті, жорсткі, широко-овальні, 10–30 × 8–18 см, іноді більші; верхівка округла, широка; основа вузько закруглена або серцеподібна; край потовщений, плоский або злегка загнутий, хвилястий, округло-зубчастий; верх блискучий зелений з розсіяним запушенням (волоски залозисті й ні); низ щільно, білувато-жовто вовнистий (волоски залозисті й ні); ніжка листка вовниста, 2–6 мм; молоде листя липке, звідси і назва виду. Цвітіння: березень — травень. Чоловічі сережки 7–15(20) см завдовжки, з понад 30 квітками. Жіночі сережки 2–5 см завдовжки, 1–10-квіткові. Жолуді поодинокі або до 5 разом або більше, на ніжці 15–60 мм, яйцюваті, завдовжки 15–30 мм; чашечка в діаметрі 18–23 мм, з сіруватими вовнистими лусочками, охоплює від 1/3 до 1/2 горіха; дозрівають у перший рік у жовтні — листопаді.

## Середовище проживання
Поширений у Мексиці (Сакатекас, Агуаскалієнтес, Дуранго, Гуанахуато, Халіско, Мічоакан, Наярит, Керетаро, Сан-Луїс-Потосі); росте на висотах від 1300 до 2500 метрів; населяє яри в дубових, сосново-дубових та тропічних широколистяних лісах.

## Використання
Листя дуба використовують на півночі Мексики як відсвіжний напій, багатий поліфенольними сполуками. Цей вид також використовується для дров, вугілля, будівництва стовпів та ручок для інструментів.